# Transeuplexia
Transeuplexia là một chi bướm đêm thuộc họ Noctuidae.